# Brieven uit de hel
Brieven uit de hel (origineel  The Screwtape letters) is een boek geschreven door C.S. Lewis.

## Inhoud
Het boek bestaat uit een bundeling van fictieve brieven van een duivel of demon aan zijn jongere, onervaren neefje. In de brieven geeft oom Schroeflik uitleg en advies aan zijn neef Galsem over hoe hij te werk moet gaan bij het winnen van de ziel van de persoon die onder zijn hoede is gesteld. Deze wordt in het boek aangeduid als "de patiënt". 

## Publicatie
Onder de originele titel The Screwtape letters verschenen de brieven eerst in het Anglicaanse tijdschrift The Guardian van mei tot november 1941. De gebundelde brieven verschenen in boekvorm, onder dezelfde titel, in februari 1942. Het werd een onmiddellijk succes, eerst in Engeland (8 herdrukken het eerste jaar) en het jaar daarop in de Verenigde Staten. 
De vertaling in het Nederlands, onder de titel Brieven uit de hel, ISBN 9043505455, werd voor het eerst gepubliceerd in 1947 en kende sindsdien meer dan twintig heruitgaven.